# Controladora Comercial Mexicana
Controladora Comercial Mexicana, fue una empresa encargada del comercio minorista en México, representante de la cadena de autoservicio Comercial Mexicana, creada en 1962 en la Ciudad de México, contó con formatos como Sumesa, Fresko y City Market, desapareció por completo de la Bolsa Mexicana de Valores (BMV) en el mes de julio de 2016, como finalización de operaciones y el inicio del nuevo grupo comercial variante llamado La Comer, quedándose con algunas de sus ubicaciones.

## Historia
- 1930: Antonino González Abascal funda junto a sus hijos Antonino, Carlos, José, Jaime y Guillermo, la primera Comercial Mexicana. Al principio, era una tienda especializada en jarcias, jergas y telas.
- 1962: La tienda se expande por la ciudad, inaugurando la sucursal “Insurgentes”; con la imagen del pelícano que distinguiría. Para 1964, ya funcionaban las sucursales de Asturias, Pilares y La Villa.
- 1969: inauguran su primer sucursal fuera de la Ciudad de México, en Irapuato, Guanajuato.
- 1981: Comercial Mexicana, en su proceso de expansión, adquiere la cadena “Supermercados, S.A.” (conocida como Sumesa).
- 1982: Se adquiere los Restaurantes California.
- 1988: Llegan por primera vez a Monterrey, en el centro comercial Plaza Fiesta San Agustín.
- 1989: Se crea el formato Bodega Comercial Mexicana, un modelo más accesible de tienda.
- 1991: Se crea la asociación con Costco Wholesale, por medio del contrato joint venture.[4] Abren 2 tiendas más en Monterrey: Plaza La Silla y La Leona.
- 1992: Abren el primer Price Club en México ubicado en Ciudad Satélite en el Estado de México.
- 1993: Se crea el formato MEGA Comercial Mexicana, un modelo más amplio de tienda.
- 1996: Comercial Mexicana y Auchan, se aliaron para abrir el primer hipermercado Auchan en México, ubicado en Tlatelolco, CDMX. Cierran las 3 tiendas de Monterrey, al no lograr colocarse en el gusto del público.
- 1997: Se adquiere las 5 tiendas Super Kmart Center, ubicadas en el Estado de México, Cuernavaca y Puebla.
- 2003: Comercial Mexicana, en su proceso de expansión, adquiere las 5 tiendas de la cadena francesa Auchan México (2 en la Ciudad de México, 2 en el Estado de México, y una en Puebla, una vez que finalice la compra venta, su presencia en el país quedará concluida.
- 2006: Hasta este año, Grupo Comercial Mexicana cuenta con más de 170 tiendas entre Mega, Tienda, Bodega, Sumesa y 3 centros de distribución. Además se crea el formato City Market, el formato premium de la cadena.
- 2008: Comercial Mexicana, mediante su subsidiria cadena de Restaurantes California, compra a la cadena de cervercería artesanal Beer Factory mediante sus 3 sucursales Santa Fe, Cuicuilco y Mundo E, pasando a formar parte de California.[5][6]
- 2009: Se crea el formato Fresko, un formato de tienda ubicado en zonas con población de ingresos medios y altos.
- 2012: Comercial Mexicana vende la subdsidiaria temporal Costco México a la subdsidiaria directa Costco Wholesale.[7]
- 2015: Grupo Gigante compra los Restaurantes California y Beer Factory.[8][9]
- 2016: Con el acuerdo de venta de tiendas a Soriana, Controladora Comercial Mexicana se convierte en una subsidiaria de Tiendas Soriana; no obstante, solo conservará 143 de las 155 tiendas compradas. No obstante, el proceso de unificación y fusión será escalonado, iniciando con la operación conjunta de campañas, como la de Julio Regalado. Controladora CM cuenta con la mayor parte de las sucursales de la empresa original (148 sucursales), que operan en los formatos Tienda Comercial Mexicana, Bodega Comercial, Mega Comercial y AlPrecio. Soriana tendrá el derecho de utilizar el nombre y logotipo original de "Comercial Mexicana" durante dos años, por lo que las tiendas que usen este distintivo, son las que se administran por la empresa con sede en Torreón. Posterior a este tiempo, deberán ser renombradas a alguno de los formatos que maneja la cadena o crear un nuevo formato, si no tuviera equivalente. Temporalmente, su sede de operaciones continúa siendo en la Ciudad de México junto a La Comer.[10][11]

## Desaparición
Durante inicios del año 2016, luego de la compra-venta de Comercial Mexicana a Tiendas Soriana en 2015 y el nacimiento de una nueva tienda llamada La Comer se forma el nuevo grupo comercial llamado Grupo La Comer como razón social Comercial City Fresko S. de R. L. de C. V.

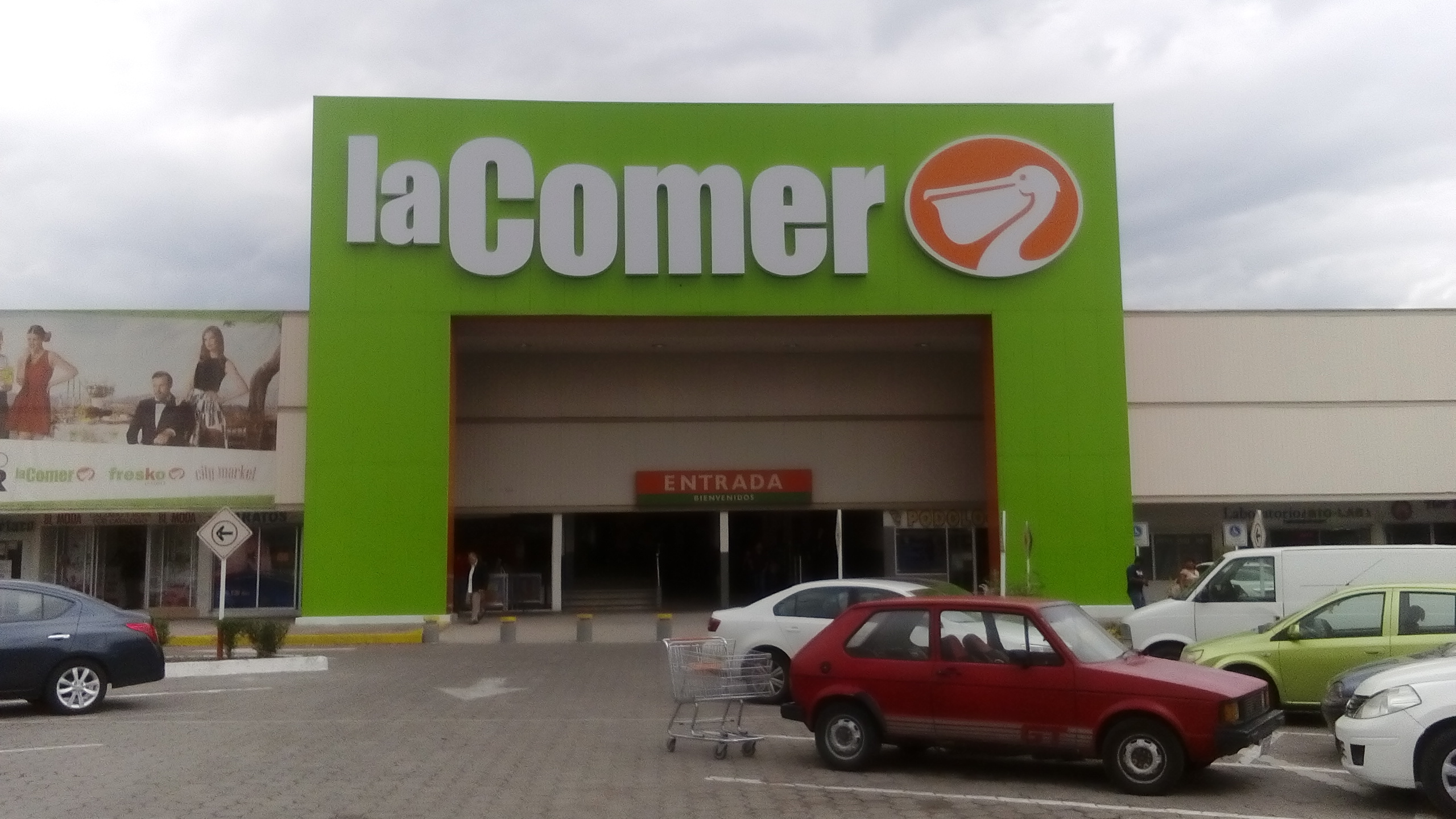
Fotografía del nuevo formato de tienda creado en el año 2016: La Comer.

## Acuerdo de la compra venta de Comercial Mexicana a Organización Soriana
Además de la compra de los supermercados de Comercial Mexicana, Organización Soriana también adquirió otros activos de alto valor estratégico como activos inmobiliarios correspondientes a 118 locales, contratos de arrendamiento con terceros correspondientes a 42 locales, equipo operativo e inventario de tiendas parte de Inmobliliario Comerci, incluyendo también la campaña promocional anual de Julio Regalado.Misma que fue creada en 1980 por Comercial Mexicana y que a partir de 2016 pasa a formar parte de Organización. Soriana. Sin embargo, y durante el proceso de compraventa, sólo se compraron 143 sucursales, esto debido a las condiciones de la COFECE (Comisión Federal de Competencia Económica) que detectó que de las 160 sucursales en venta, si de concretarse dicha transacción, afectaría a 27 ubicaciones, reduciendo la competencia y, como consecuencia, un aumento en los precios para los consumidores, por lo que Tiendas Soriana, por orden de la COFECE, no compraría las sucursales y, en su lugar, desincorporaría varias tiendas ubicadas en entidades federativas, afectando a la competencia nacional.

## Formatos

### Comercial Mexicana
Fue el formato principal de la cadena, fundado en el año 1962 en la Ciudad de México, abre su primera tienda sobre la Avenida Insurgentes Norte, en la Ciudad de México, en un formato de supermercado, luego de ofrecer jergas y telas, Comercial Mexicana se funda como tienda de autoservicio bajo el concepto de hipermercado que ofrecía al consumidor un amplio surtido de hasta 50,000 productos en las divisiones de abarrotes; frutas y verduras; carnes y aves; panadería y pastelería; pescados y mariscos; salchichonería; alimentos preparados; tortillería; mercancías generales como electrónica, papelería, línea blanca, enseres menores, ferretería, juguetería, blancos, artículos para el hogar, libros y revistas; vinos y licores; divisiones de ropa y calzado; farmacia y perfumería. Algunas sucursales contaban con una fuente de sodas, mientras que algunas otras sucursales con diseños más modernos contaban con dos departamentos de cafetería y pastelería y fuente de sodas, con los nombres de Grand Café y Bocatto respectivamente. Su piso de ventas oscilaban entre los 2,500 y 9,000 metros cuadrados y se encontraban ubicados en zonas con población de ingresos medios además de ubicarse en plazas comerciales de uso diario (ya sean power center o community center) el cual servía como tienda ancla principal para animar al consumidor a comprar en los negocios aledaños luego de realizar sus compras en Comercial Mexicana. Hasta antes de la creación de Grupo La Comer, efectuado el 4 de enero de 2016 derivado también de la compraventa de sus tiendas por parte de Tiendas Soriana, este formato de tienda tuvo presencia en 14 Estados del país incluyendo la Ciudad de México y su Zona conurbada

#### Competidores
Como formato de hipermercado, Comercial Mexicana compitió en su momento con formatos de tiendas similares actualmente existentes, tales como:
- Walmart, por parte de la cadena de supermercados trasnacional Walmart de México y Centroamérica.
- Soriana Híper, por parte de la cadena de supermercados nacional de origen lagunero-regiomontano Organización Soriana hasta su compraventa e integración a la misma el 4 de enero de 2016.
- Chedraui, por parte de la cadena de supermercados nacional de origen veracruzano Grupo Comercial Chedraui.
- Ley Hipermercado de la cadena de supermercados nacional de origen sinaloense, Casa Ley.
- H-E-B, por parte de la cadena de supermercados trasnacional de origen tejano H-E-B México.

Asimismo, durante su existencia, Comercial Mexicana llegó a competir en su momento con cadenas comerciales de autoservicio actualmente desaparecidas del mercado mexicano, entre ellas:
- Gigante, por parte de la cadena comercial nacional de origen capitalino, Grupo Gigante hasta su desaparición del mercado mexicano y su consiguiente compra por parte de Soriana en 2007.
- Carrefour, por parte de la cadena de supermercados trasnacional de origen francés, Carrefour México, el cual ingresó al mercado mexicano en 1994 de la mano de Supermercados Gigante (el cual para 1997 se romperían lazos provocando que Carrefour operara de forma independiente). Sin embargo, en 2005 Carrefour se va de México, vendiendo gran parte de sus unidades a Chedraui, mientras que otras sucursales ubicadas en el Norte de México fueron previamente vendidas a Soriana (las cuales por su tamaño fueron convertidas a Soriana Híper) y a Walmart (Únicamente en el área Metropolitana de Monterrey, Nuevo León).

### Bodega Comercial Mexicana

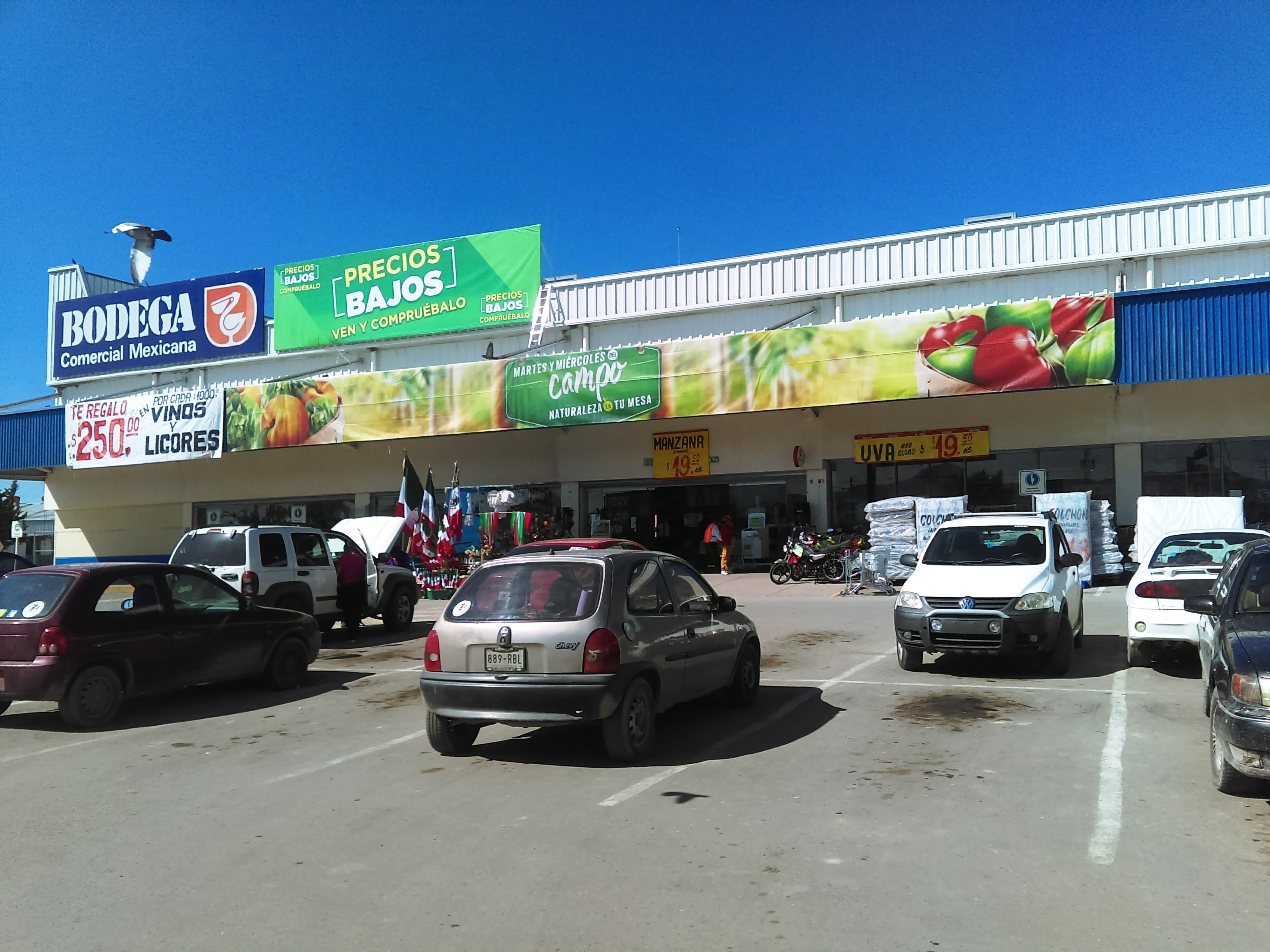
Antigua Bodega Comercial Mexicana en Actopan, Hidalgo

Creado en el año de 1989, es un estilo de tienda tipo bodega de menor tamaño de venta, la cual ofrecía un surtido de 25,000 productos, entre los cuales eran productos de mayor rotación en las tiendas de mayor tamaño, el cual ofrecía frecuentemente artículos básicos como abarrotes, despensas, frutas y verduras, legumbres, panadería, pastelería, carnes, aves, pescados, mariscos, salchichonería, electrónica, enseres menores, artículos para el hogar, juguetería, ferretería, farmacia, perfumería, ropa, línea blanca y electrodomésticos. Este formato con piso de ventas de 3,500 a 5,500 metros cuadrados, era dirigido tanto para ciudades de entre 50,000 y 150,000 habitantes como para colonias o zonas populares de las grandes y medianas ciudades cuyas áreas no era posible ubicar una tienda Comercial Mexicana, las cuales podían operar ya sea por sí solas o a la mano de una plaza comercial similar a su formato de hipermercado. Hasta antes de su desaparición el 4 de enero de 2016, este formato de tienda tuvo presencia en 8 Estados del país incluyendo la Ciudad de México y su Zona conurbada.

### Mega Comercial Mexicana
Es hasta el año 1993 que surge este formato de hipermercado llamado MEGA, luego de la fuerte competencia con demás cadenas de supermercados de este estilo como Walmart Supercenter y Gigante. Su concepto constaba de un formato tipo megamercado apto para ciudades de más de 100,000 habitantes, el cual ofrecía al consumidor un amplio surtido de 60,000 productos en las divisiones de abarrotes; frutas y verduras; carnes y aves; salchichonería; panadería y pastelería; pescados y mariscos; alimentos preparados; tortillería; mercancías generales como electrónica, línea blanca, enseres menores, ferretería, juguetería, papelería, blancos, artículos para el hogar, libros y revistas; vinos y licores; divisiones de ropa y calzado; farmacia y perfumería. Tenía como valor agregado con respecto al formato principal, dos departamentos de cafetería y pastelería y fuente de sodas, con los nombres de Grand Café y Bocatto respectivamente. Su piso de ventas oscilaban entre los 9,000 y 14,000 metros cuadrados y se ubicaban en zonas con población de ingresos medios y altos. Hasta antes de su compra por parte Tiendas Soriana, efectuado el 4 de enero de 2016, este formato de tienda tuvo presencia en 23 Estados del país incluyendo la Ciudad de México y su Zona conurbada, siendo este el formato de Comercial Mexicana que tuvo mayor presencia en el territorio mexicano, esto debido a su amplio tamaño en sus pisos de ventas al ser formato hipermercado, siendo actualmente reemplazado por el formato MEGA Soriana, el cual fue recreado  por la cadena de Tiendas Soriana el 31 de marzo de 2017 a través de la conversión inicial de la sucursal Soriana Híper División del Norte al formato MEGA Soriana. 

#### Competidores
Como formato de megamercado, MEGA Comercial Mexicana compitió en su momento con formatos de tiendas similares actualmente existentes, tales como:
- Walmart, por parte de la cadena de supermercados trasnacional Walmart de México y Centroamérica.
- Soriana Híper Plus, por parte de la cadena de supermercados nacional de origen lagunero-regiomontano Organización Soriana hasta su compraventa e integración a la misma el 4 de enero de 2016.
- Selecto Chedraui, por parte de la cadena de supermercados nacional de origen veracruzano Grupo Comercial Chedraui.
- Ley Hipermercado de la cadena de supermercados nacional de origen sinaloense, Casa Ley.
- H-E-B y H-E-B Market Prime, por parte de la cadena de supermercados trasnacional de origen tejano H-E-B México.

Asimismo, durante su existencia, MEGA Comercial Mexicana llegó a competir en su momento con cadenas comerciales de autoservicio actualmente desaparecidas del mercado mexicano, entre ellas:
- Gigante e Híper G, por parte de la cadena comercial nacional de origen capitalino, Grupo Gigante hasta su desaparición del mercado mexicano y su consiguiente compra por parte de Soriana en 2007.
- Carrefour, por parte de la cadena de supermercados trasnacional de origen francés, Carrefour México, el cual ingresó al mercado mexicano en 1994 de la mano de Supermercados Gigante en reemplazo del formato Híper G (el cual para 1997 se romperían lazos provocando que Carrefour operara de forma independiente). Sin embargo, en 2005 Carrefour se va de México, vendiendo gran parte de sus unidades a Chedraui, mientras que otras sucursales ubicadas en el Norte de México fueron previamente vendidas a Soriana (las cuales por su tamaño fueron convertidas a Soriana Híper) y a Walmart (Únicamente en el área Metropolitana de Monterrey, Nuevo León).

### Sumesa

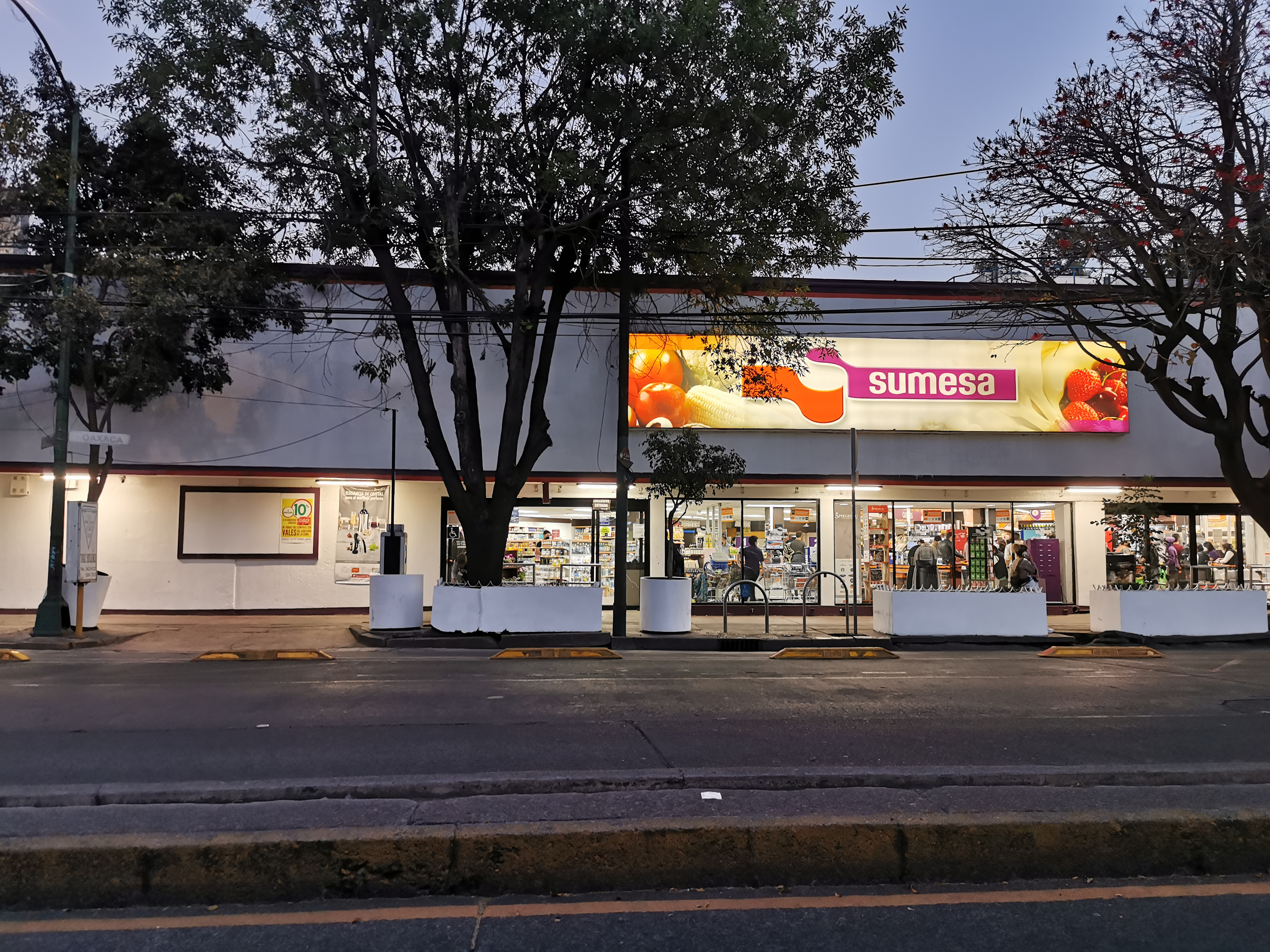
Tienda Sumesa en la Ciudad de México.

Formato creado en el año 1946, siendo este el primer supermercado en la historia de México, seguido por Aurrerá, es en el año de 1981 que es totalmente adquirido por Controladora Comercial Mexicana, el cual consta de un estilo de supermercado de proximidad que ofrece al consumidor productos a los niveles socioeconómicos medio-alto en las divisiones de abarrotes, frutas y verduras, carnes y aves, salchichonería, panadería y pastelería, pescados y mariscos, productos gurmé, tortillería, farmacia y perfumería, dentro de un piso de ventas que oscilan entre los 300 y 1,200 metros cuadrados de superficie, con el objetivo de ofrecer al consumidor una experiencia de compras ágiles y rápidas. Muchas de sus unidades carecen de estacionamiento. Actualmente, Sumesa se encuentra presente en la Ciudad de México así como en los Estados de Morelos y el Estado de México 

### Alprecio
Formato de Comercial Mexicana, fundado en 2006 siendo este una variante de los formatos Bodega Comercial Mexicana y Sumesa, también siendo a la vez una versión pequeña de Comercial Mexicana, ofreciendo productos en zonas de menor aglomeración en las divisiones de abarrotes, frutas y verduras, carnes y aves, salchichonería, panadería y pastelería, pescados y mariscos, tortillería, farmacia y perfumería, además de ser dirigidas a ciudades o localidades que oscilen entre los 10,000 y 90,000 habitantes o en zonas populares de las ciudades grandes y medianas, cuyo piso de ventas oscilaban entre los 1,000 y 2,500 metros cuadrados de superficie. Hasta antes de su desaparición en 2016, este formato tuvo presencia en la Ciudad de México y Área Metropolitana así como en varias localidades de los Estados de Morelos (Yautepec) y el Estado de México (Lerma de Villada).

### City Market
Formato de tienda creado en el año 2006, fundado en la zona de Interlomas, en el Estado de México, ofrece una gran variedad de productos de estilo gourmet y artículos exclusivos en México, así como alimentos Kosher y vinos importados, además de ofrecer abarrotes y perecederos, también cuenta con áreas de comida dentro de sus tiendas como cafetería, gelato, bar do mar y Pintxos. 
Este formato de supermercado prémium cuenta con un área de ventas que van desde los 2,500 hasta los 5,500 metros cuadrados, con ubicaciones con un mayor poder adquisitivo. Actualmente, City Market tiene presencia en 8 Estados del país, incluyendo la Ciudad de México y su zona conurbada.

### Fresko
Formato de tienda creado en el año 2009, como combinación de los formatos City Market y Sumesa, el cual consta de un estilo de supermercado del tipo fresh market dedicado a la zona socioeconómica media-alta, ubicado en zonas de alto poder adquisitivo en México, el cual manejan productos como abarrotes, perecederos, panadería artesanal, pastelería fina, alimentos preparados, productos gurmé, productos orgánicos, artículos para el hogar, vinos y licores, farmacia, perfumería y cafetería, entre otros, y como valor agregado con respecto a sus competidores, manejan un surtido limitado pero optimizado de mercancías generales como juguetería, ferretería, papelería, línea blanca, telefonía celular y enseres menores dentro de un piso de venta que van desde los 1,200 hasta los 4,500 metros cuadrados de superficie.
Actualmente, Fresko está presente en 9 entidades de México, incluyendo la Ciudad de México y su zona conurbada.

### Restaurantes California
Fue un restaurante de estilo Buffet, creado en el año de 1982, cuya primera ubicación fue la sucursal Valle Dorado, Tlalnepantla de Baz, en el Estado de México. Su concepto de negocio constaba de un restaurante buffet que ofrecía al consumidor diversos platillos de cocina internacional bajo un piso de ventas no mayor a los 1,000 metros cuadrados. Solían ubicarse en zonas de mayor aglomeración urbana así como en plazas o complejos comerciales donde se contaba con la presencia de algunos de los formatos de Comercial Mexicana (mayoritariamente Comercial Mexicana, MEGA o BODEGA). Hasta antes de su desaparición en 2014, Restaurantes California logró alcanzar su presencia en hasta 16 entidades federativas del país, incluyendo la Ciudad de México y su zona conurbada, siendo posteriormente vendida gran parte de sus sucursales a Grupo Gigante en 2014, los cuales la mayoría de ellas los convirtió en Tok's.

### Beer Factory
Formato adquirido por Restaurantes California en el año 2008 y en gran parte por Comercial Mexicana (Comerci), es un estilo de restaurante y cervecería artesanal mexicana, creada en el año 1997 en México, anteriormente operaba de estilo independiente, adquirida por Grupo Gigante en 2014.

## Competencia en el mercado mexicano
Controladora Comercial Mexicana llegó a competir con empresas del mismo giro como Grupo Cifra (dueña de Aurrerá) del empresario español, que posteriormente es transformada en Walmart de México, de igual manera llegó a competir con Grupo Gigante junto a los supermercados de nombre Gigante y posteriormente Organización Soriana esta última fue la que terminó comprando a la cadena de supermercados.